# Кара суйек
Кара суйек (каз. қара сүйек — «черная кость») — часть казахского общества в период ханской власти, основное сословие, включающее представителей тюркских племен и не являющихся потомками Чингисхана. К карасуйек относились: бии, батыры, толенгуты, рядовые скотоводы, земледельцы и рабы. Это сословие подчинялось всем законам, установленным ханом, и выплачивало налоги. Поначалу представители карасуйек могли управлять лишь родами и аулами, но с конца XVI века они стали допускаться к власти.